# 阿萊頓鎮區 (密西根州)
阿萊頓鎮區（英語：Alaiedon Township）是位於美國密西根州英厄姆縣的一個行政鎮區。

## 地方資料
阿萊頓鎮區的面積為92.64平方千米，當中陸地面積為92.20平方千米，而水域面積為0.44平方千米。根據2020年美國人口普查的數據，當地共有人口2910人，而人口密度為每平方千米31.41人。